# Neoseverinia crassicornis
Neoseverinia crassicornis är en nattsländeart som först beskrevs av Georg Ulmer 1907.  Neoseverinia crassicornis ingår i släktet Neoseverinia och familjen kantrörsnattsländor. Inga underarter finns listade i Catalogue of Life.